# Фудзиёси, Сёити
Сёити Фудзиёси (яп. 藤吉 章一, Shoichi Fujiyoshi) — японский автомобильный дизайнер и инженер, известный своей работой в компании Toyota Motor Corporation и её люксовом подразделении Lexus. Он является ведущим дизайнером экстерьера внедорожника Lexus GX 470 первого поколения, представленного в 2002 году. Этот автомобиль сочетал в себе утилитарность и выразительный облик, соответствующий эстетике начала 2000-х годов.
Позднее Фудзиёси принимал участие в создании массовых моделей Toyota: он был соавтором дизайна рестайлинговых версий Toyota Innova I (2008—2015), Corolla Fielder X (2008—2013), Toyota Yaris III (XP130) (2011—2014) и Toyota Wish II (рестайлинг 2012 года). Его подход отличался стремлением к чистоте линий, продуманным пропорциям и интеграции аэродинамических решений.
Патентные публикации и авторские участия Сёити Фудзиёси зафиксированы в базе данных патентов США и научной платформе ScholarGPS.

## Известные проекты
- Lexus GX 470 (2002) — ведущий дизайнер экстерьера (US D480,990 S)[1].
- Toyota Innova I (рестайлинг 2008) — соавтор дизайна (US D589,402 S)[1].
- Toyota Corolla Fielder (рестайлинг 2008) — соавтор дизайна (US D597,889 S)[1].
- Toyota Yaris III (XP130, 2011) — соавтор дизайна (US D640,601 S)[1].
- Toyota Wish II (рестайлинг 2012) — соавтор дизайна (US D671,456 S)[1].